# ماركوس أريكسون (لاعب كرة مضرب)
ماركوس أريكسون هو لاعب كرة مضرب سويدي، ولد في 29 نوفمبر 1989 في غوتنبرغ في السويد.

## وصلات خارجية
- ماركوس أريكسون على موقع رابطة محترفي التنس (الإنجليزية)
- ماركوس أريكسون على موقع الاتحاد الدولي لكرة المضرب (الإنجليزية)
- ماركوس أريكسون على موقع كأس ديفيز (الإنجليزية)
- ماركوس أريكسون على موقع خلاصة التنس.كوم (الإنجليزية)
- ماركوس أريكسون على موقع إي إس بي إن.كوم (الإنجليزية)